# Echinochloa stagnina
Pour les articles homonymes, voir Borgou (homonymie).
Espèce
Echinochloa stagnina, le bourgou, est une espèce de plantes monocotylédones de la famille des Poaceae (graminées), sous-famille des Panicoideae, originaire des régions tropicales d'Afrique et d'Asie.
Ce sont des plantes annuelles aquatiques, vivaces, aux rhizomes allongés et aux tiges (chaumes) spongieuses, décombantes ou prostrées, pouvant atteindre 2 mètres de long. Elles forment des peuplements de type savanes appelées « bourgoutières » constituant des pâturages en Afrique de l'Ouest.
L'espèce s'est répandue dans les autres régions tropicales et à le statut de plante envahissante dans de nombreuses îles du Pacifique.
C'était autrefois l'une des principales graminées cultivées dans le delta du Niger. Elle était cultivée par les Peuls, qui en consommaient les graines, et s'en servaient également pour préparer des boissons alcooliques ou non-alcooliques. C'est une plante qui résiste bien aux inondations, et qui a été replantée en Afrique, où elle contribue à la lutte contre l'érosion et fournit du foin pour les animaux.
Noms vernaculairesbourgou, borgou, pied-de-coq du Niger, roseau sucré, roseau-à-miel du Niger.

## Utilisation
Plante alimentaire traditionnelle de l'Afrique, cette céréale peu connue a un potentiel pour améliorer la nutrition des populations et améliorer la sécurité alimentaire, promouvoir le développement rural et soutenir un aménagement durable du territoire.

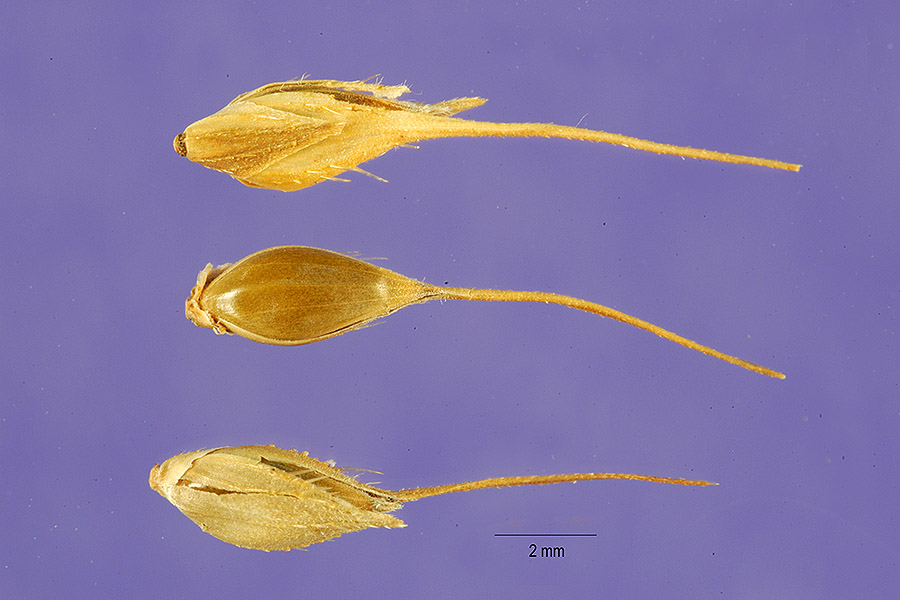

## Taxinomie

### Synonymes
Selon Catalogue of Life (30 octobre 2017) :
- Echinochloa barbata Vanderyst
- Echinochloa crus-galli var. sieberiana (Asch. & Schweinf.) A.Chev.
- Echinochloa crus-galli var. stolonifera (Schweinf. & Muschl.) A.Chev.
- Echinochloa hostii (M.Bieb.) Steven ex Link
- Echinochloa lelievrei (A.Chev.) Berhaut
- Echinochloa malakuensis Vanderyst, nom. provis.
- Echinochloa oryzetorum (A.Chev.) A.Chev.
- Echinochloa scabra (Lam.) Roem. & Schult.
- Oplismenus scaber (Lam.) Kunth
- Oplismenus stagninus (Retz.) Kunth
- Orthopogon stagninus (Retz.) Spreng.
- Panicum burgu A.Chev.
- Panicum crus-galli var. leiostachyum Franch.
- Panicum crus-galli var. maximum Franch.
- Panicum crus-galli var. sieberianum Asch. & Schweinf.
- Panicum crus-galli var. stagninum (Retz.) Trimen
- Panicum crus-galli var. stoloniferum Schweinf. & Muschl.
- Panicum crus-galli var. submuticum Franch.
- Panicum galli Thunb.
- Panicum lelievrei A.Chev.
- Panicum oryzetorum A.Chev., nom. illeg.
- Panicum oryzetum A.Chev., nom. nud.
- Panicum scabrum Lam.
- Panicum scabrum subsp. burgu (A.Chev.) A.Chev.
- Panicum scabrum var. franchetii A.Chev., nom. superfl.
- Panicum scabrum var. leiostachyum (Franch.) A.Chev.
- Panicum scabrum subsp. lelievrei A.Chev.
- Panicum scabrum subsp. oryzetorum A.Chev.
- Panicum scabrum subsp. stagninum (Retz.) A.Chev.
- Panicum scabrum var. submuticum (Franch.) A.Chev.
- Panicum sieberianum (Asch. & Schweinf.) Sickenb.
- Panicum stagninum Retz. (basionyme)
- Panicum subaristatum Peter